# 北方周末报
《北方周末报》是由内蒙古日报传媒集团于2008年1月10日创刊的一份周刊，每周四出版。创办初期，该报以“深度报道”为新闻理念。

## 历史
2007年9月19日，《北方劳动时报》与内蒙古珂维璐楼宇设备有限公司签署战略合作协议，后者以参股形式向前者注入巨资，由《北方劳动时报》控股成立出版发行有限公司，旨在拓展报纸的发行、广告经营等市场空间。2007年11月6日，经国家新闻出版总署批准，《北方劳动时报》更名为《北方周末报》。2008年1月10日，正式创刊。
2013年5月8日，《北方周末报》与加油传媒有限公司达成合作，开办一份免费赠阅报纸《北方周末报·北方加油》。2019年，该报停刊。